# 内消旋化合物
内消旋化合物是含有超过一个手性碳原子但没有旋光性的化合物。內消旋化合物與兩種光學活性化合物的 50:50 外消旋混合物雖然都不會在偏振計中旋轉光，但兩者並不相同。
內消旋化合物中的兩個立構中心必須具有至少兩個相同的取代基（儘管具有此特徵並不一定意味著該化合物是內消旋）。例如，在 2,4-戊二醇中，作為立構中心的第二個和第四個碳原子都具有所有四個共同的取代基。
一般情况下，如果分子含有超过一个手性碳原子，且有对称平面，则该分子一定是内消旋化合物。但是，沒有對稱平面且含有超過一個手性碳原子的分子仍有可能是內消旋化合物
由於內消旋異構體具有可疊加的鏡像，如果其中一個立體異構體是內消旋異構體，則具有總共 n 個手性中心的化合物不能達到 2n 個立體異構體的理論最大值。
內消旋異構體並不一定需要有鏡面。它可能具有反轉或旋轉反射對稱性，例如 S4。例如，1,4-二氟-2,5-二氯環己烷有兩種內消旋異構體，但兩者均不存在鏡面。另外，1,2,3,4-四氟螺戊烷亦有兩種內消旋異構體（見下圖）。事實上，內消旋化合物在某些構象中可能沒有對稱性，例如，內消旋酒石酸在其間扭式構象中。沒有對稱性的分子是手性的，但是等量的右手和左手構象的存在將意味著混合物不會旋轉偏振光。
1,2,3,4-四氟螺戊烷的其中一個內消旋異構體，具有 S4 對稱

## 例子

### 酒石酸
酒石酸的一种异构体就是内消旋化合物，这是由于其分子有对称平面。
例如，酒石酸可以如下圖以費歇爾投影式描述的三種立體異構體中的任何一種形式存在。在下圖頂部的四個以彩色標示的異構體中，前兩個代表內消旋化合物（2R,3S 和 2S,3R 異構體等效），然後是具旋光性的左旋酒石酸（L-(R,R) -(+)-酒石酸）和右旋酒石酸（D-(S,S)-(-)-酒石酸）。內消旋化合物被非內消旋異構體不存在的內部對稱平面一分為二（ X 表示內部對稱平面不存在），即通過垂直於屏幕的鏡面反射內消旋化合物，會獲得相同的異構體；非內消旋酒石酸的情況並非如此， 它會產生另一種對映異構體。

### 2,3-二溴丁烷
```
    

  

    

      

        
 

        
C

        

          
H

          

            
3

          

        

      

    

    
{\displaystyle \ CH_{3}}

  

          

  

    

      

        
 

        
C

        

          
H

          

            
3

          

        

      

    

    
{\displaystyle \ CH_{3}}

  

  

    

      

        
 

        
H

        
−

        

          
|

        

        
−

        
B

        
r

      

    

    
{\displaystyle \ H-|-Br}

  

   

  

    

      

        
 

        
B

        
r

        
−

        

          
|

        

        
−

        
H

      

    

    
{\displaystyle \ Br-|-H}

  

  

    

      

        
 

        
H

        
−

        

          
|

        

        
−

        
B

        
r

      

    

    
{\displaystyle \ H-|-Br}

  

   

  

    

      

        
 

        
B

        
r

        
−

        

          
|

        

        
−

        
H

      

    

    
{\displaystyle \ Br-|-H}

  

    

  

    

      

        
 

        
C

        

          
H

          

            
3

          

        

      

    

    
{\displaystyle \ CH_{3}}

  

          

  

    

      

        
 

        
C

        

          
H

          

            
3

          

        

      

    

    
{\displaystyle \ CH_{3}}

  

       两者是等同的。
```

### 環內消旋化合物

#### 1,2-取代環丙烷的順式異構體
1,2-取代環丙烷有一個內消旋順式異構體（分子有鏡面）和兩個反式對映體：
上圖左方（黑色）為1,2-取代環丙烷的內消旋順式異構體，右方（藍、紅色）為兩個反式對映體。

#### 1,2-取代環己烷的順式立體異構體
在大多數情況下，1,2-取代環己烷的兩種順式立體異構體在室溫下表現得像內消旋化合物。在室溫下，大多數 1,2-二取代環己烷會發生快速環翻轉（帶有大取代基的環除外），因此，這兩種順式立體異構體分別於室溫下與手性試劑反應時，兩者的化學行為相同。 然而，在低溫下，情況並非如此，因為翻轉環的活化能無法克服，因此它們表現得像對映異構體。同樣值得注意的是，當環己烷進行環翻轉時，立構中心的絕對構型不會改變。
上圖左方左方（黑色）為1,2-二取代環己烷的內消旋順式異構體，右方（藍、紅色）為兩個反式對映體。